# Registru (muzică)
Registrația (vocală) se referă la un sistem de registre vocale privind vocea umană. Un registru este o serie sau și o gamă de tonuri, produse în același model vibrator al corzilor vocale, și având aceeași calitate sonoră. Registrele există deoarece corzile vocale sunt capabile să producă numeroase modele vibratorii. Fiecare din aceste modele apare într-un anumit rang și produce anumite sunete caracteristice. Termenul de „registru” nu este univoc, el putând să se refere la următoarele:
- o anumită parte a rangului vocal (ambitus), precum registrele joase, medii, înalte.
- o zonă de rezonanță precum vocea (registrul) de piept sau cea de cap.
- un proces de fonare.
- un anumit timbru vocal.
- o regiune a vocii care este definită sau delimitată de pauze vocale.